# Acciaio X16CrNi16
L'acciaio denominato X16CrNi16 o "AISI 431", rispettivamente secondo la designazione della normativa europea UNI EN 10027 e secondo la normativa americana, è un acciaio martensitico con più alta resistenza alla corrosione dell'acciaio martensitico di riferimento X12Cr13 (corrispondente all'AISI410), pur mantenendo una buona durezza, e viene usato principalmente per la costruzione di giranti per pompe, coclee di estrusione e nell'industria alimentare in genere. Si consiglia dopo la saldatura di eseguire un rinvenimento prolungato di distensione. 
Nella classificazione europea appartiene alla ramificazione 10027/1 alfanumerica del gruppo 2, ovvero classificazione in base alla composizione chimica diviso a sua volta in 4 sottogruppi; in questo caso il sottogruppo è il 2.3 degli "acciai legati". La sigla di designazione comprende: X, che identifica l'acciaio come legato, ovvero resistente al calore e alla corrosione, un valore che è il tenore percentuale moltiplicato per 100 del carbonio, in questo caso 16; i simboli chimici degli elementi presenti sono Cr e Ni; i numeri che esprimono le percentuali effettive dei principali elementi, in questo caso 16.
La designazione per questo tipo di acciaio è: X16CrNi16 = acciaio legato con 0,16% di carbonio, con 16% di cromo e nichel compreso tra 1,5% e 2,5%.